# Krems ob Donavi
Krems ob Donavi (nemško Krems an der Donau) je statutarno mesto v avstrijski zvezni deželi Spodnja Avstrija z okoli 25.000 prebivalci (ožje mesto Krems šteje okoli 15.000 ljudi). Krems je statutarno mesto in je zato hkrati občina in okraj.
Mesto z zgodovinskim mestnim jedrom je sedež Donavske univerze Krems. 
Iz mesta izvira avstrijski slikar, znan tudi v naših krajih pod imenom Kremser-Schmidt (pravo ime Martin Johann Schmidt).

## Geografija
Krems leži ob sotočju rek Krems in Donave na vzhodnem koncu doline Wachau, v južnem Waldviertlu. Na desnem bregu Donave je bilo že od rimskih časov naselje Mautern.
Nadmorska višina Kremsa je 203 m. Najnižja točka v občini je Steinplatten pri Hollenburgu (189 m), najvišja pa je približno (545 m), v bližini Scheibenhofa.
Krems meji na občine: Stratzing, Langenlois, Rohrendorf bei Krems, Gedersdorf, Traismauer, Nußdorf ob der Traisen, Paudorf, Furth bei Göttweig, Mautern an der Donau, Dürnstein in Senftenberg.
Občino sestavlja 12 vasi (v oklepaju je število prebivalcev, stanje 31. oktober 2011 ): 
- Angern (176)
- Brunnkirchen (233)
- Egelsee (1000)
- Gneixendorf (780)
- Hollenburg (426)
- Krems an der Donau (13982)
- Landersdorf (887)
- Lerchenfeld (2066)
- Rehberg (1801)
- Scheibenhof (92)
- Stein an der Donau (2299)
- Thallern (290

Skupnost sestavljajo katastrske občine: Angern, Egelsee, Gneixendorf, Hollenburg, Krems, Landersdorf, Rehberg, Scheibenhof Stone Thallern in Weinzierl bei Krems.
Mestne četrti so:
- I. Innenstadt
- II. Weinzierl
- III. Mitterau
- IV. Stein
- V. Egelsee
- VI. Rehberg
- VII. Am Steindl
- VIII. Gneixendorf
- IX. Lerchenfeld
- X. Krems-Süd

### Podnebje
V Kremsu je prehodno podnebje z oceanskimi vplivi z zahoda in celinskimi vplivi z vzhoda. To se kaže v sorazmerno visokih temperaturnih nihanjih, z vročimi poletji in hladnimi zimami. V obdobju 1971-2000 je bila najvišja izmerjena temperatura 36,8 °C v juniju in najnižja -22,8 °C v januarju. Povprečna letna temperatura je 9,4 °C, julij s povprečno 19,5 °C in januar z -0,6 °C. S približno 500 l/m² ima Krems zelo nizko letno količino padavin, avstrijsko povprečje je okoli 1100 l/m². Na splošno je podnebje v Kremsu in okolici zelo primerno za gojenje grozdja.

## Prebivalstvo
Število prebivalcev s statusom rezidenta v urbani aglomeraciji je bilo ob koncu leta 2010 okoli 50.000.

## Zgodovina
V letu 2005 je bil med izkopavanji na Wachtbergu najden otroški grob, star 27.000 let. Ta najdba je najstarejši znan grob v Avstriji. V usedlini puhlice je bil grob dobro ohranjen. Dva zakopana dojenčka sta bila prekrita z lopatico mamuta. Ohranjeni so tudi grobni pridatki. Z arheološkimi izkopavanji v Kremsu - Rehbergu so našli tudi najstarejše znano umetniško delo v Avstriji, Venero iz Galgenberga, 32.000 let star ženski kipec. Izvirnik tega kipca je skupaj z Willendorfsko Venero, ki je nekaj tisoč let mlajša, shranjen v Prirodoslovnem muzeju.

### Srednji vek
Najstarejše naselitve okoli Kremsa - Steina niso bile stalne. V zgodnjem srednjem veku so bili pogosti oboroženi spopadi naseljencev. Nedavna odkritja slovanskih naselij v Kremsu in Steinu kažejo nepretrgano naselitev Slovanov v 7. stoletju. Z bitko pri Lechfeldu leta 955 se je začela kolonizacija v imenu bavarskega in salzburškega samostana. Samostan se je utrdil in okrepil. Za Krems in Stein je to pomenilo hitro, neprekinjeno trgovanje, upravno podlago okoli Hohen Markta v Kremsu ter zgraditev cerkve v Frauenbergu v Steinu v 10. stoletju. Iz leta 995 je najstarejši dokument z imenom Krems  (orientalis urbs quae dicitur Cremisa).  Južno od Donave, danes okrožje Hollenburg, se omenja v darovnici iz leta 860. Leta 1014 je bila a v Kremsu ustanovljena župnija. V letih 1130-1190 je bila v Kremsu kovnica najstarejših babenberških kovancev. Stein je leta 1200 postal knežja carinarnica. Najstarejši pisni občinski statut je iz leta 1305. Dve naselji, Krems in Stein, ki sta bili ločeni, so povezali s skupnim občinskim statutom in skupno upravo. Hitra gospodarska rast in širjenje prostora opisuje ta del zgodovine mesta. V času vojvode Albrehta V. je bila leta 1421 z odlokom Wiener Gesera judovska skupnost v Kremsu uničena kot še v 16 drugih prinčevih posestih, vključno Herzogenburgu.
1. aprila 1463 je cesar Friderik III. mestu Krems dodelil nov grb, ki je danes še vedno veljaven. Kaže oklep, zlatega dvoglavega orla z rdečim jezikom  in s cesarsko krono nad glavama na črnem ozadju. Poleg tega je bil Kremsu podeljen privilegij za gradnjo mosta čez Donavo. Okoli leta 1470 je bila zgrajena mestna bolnišnica, ki ima v prekladi portala moto cesarja Friderika III. A.E.I.O.U. z letom 1470 v gotskih številkah.
Leta 1447 je bil prvič omenjen Kremser Hauer Guild St. Paul, najstarejši vinogradniški ceh v nemško govorečih državah.

### Novi vek
V 16. stoletju je bil Krems središče reformacije, ki so jo podpirali bogati zunanjetrgovinski trgovci in obrtniki z visokim dohodkom. Konec stoletja je bil Krems skoraj 100- odstotno protestantski in protireformacija je delovala s polno silo. Številne cerkve in posvetne stavbe pričajo o visoki gospodarski moči in cerkvenih sporih. Na koncu so zmagali katoličani, kar je bila gospodarska katastrofa skupaj s požarom: leta 1645 je bilo mesto med tridesetletno vojno zasedeno, leto dni so ga oblegali Švedi, nato so ga osvojile cesarske čete. Polovica hiš je bila poškodovana ali uničena. Kapucinski samostan med obema mestoma Krems in Stein (samostan Und) je bil ustanovljen leta 1612. Po požaru leta 1656 je bil obnovljen. Po Kremsu je dobil vzdevek Martin Johann Schmidt (Kremser Schmidt), zadnji veliki avstrijski baročni slikar, ki je v bližnjem mestu Stein an der Donau (zdaj del Kremsa) živel in deloval vse do svoje smrti leta 1801.
V bitki pri Dürnsteinu (11. november 1805) so ob vratih Steina avstro-ruske čete premagale Francoze pod poveljstvom Mortierja, nato je bila izgubljena še bitka pri Austerlitzu med 3. koalicijsko vojno.
Leta 1849-1850 je iz dveh mest, Kremsa in Steina, nastala enotna občina s sedežem v Kremsu, ki je delovala do leta 1938.
Leta 1872 je bil Krems povezan z železniškim omrežjem. Lesen most čez Donavo so leta 1897 nadomestili z jekleno konstrukcijo. Uničen je bil med drugo svetovno vojno, most so dopolnili z naključnimi elementi, danes pa je kulturni spomenik z burno zgodovino dveh mest. Poleg tega je bila po dokončanju železniškega mostu v Kremsu zgrajena še železniška povezava Krems-St. Pölten.

### Nacionalsocializem, druga svetovna vojna
Leto 1938 je pomenilo v zgodovini veliko nazadovanje. Preganjanje in izgon Judov in taborišče za ujetnike Stalag 17 B so bili vojaški gospodarski interesi za industrijsko širitev v Lerchenfeldu kot nekateri od učinkov in posledic nacizma.
Med nacizmom je bila ustanovljena velika občina Krems, ki je združevala 14 občin (Krems,  Stone, Egelsee, Mautern, Oberrohrdorf, Unterrohrendorf,  Landersdorf, Gneixendorf, Rehberg, Palt, Fürth, Brunnkirchen, Thallern in Stratzing). Prve gradnje so bile pristanišče Kremser, jeklarna in mesto Lerchenfeld, po širitvi pokrajinskega glavnega mesta Spodnje Donave Kremsa, ki je bil prilagojen zaradi vojne.
2. aprila 1945 je bil Krems bombardiran, kar je povzročilo ogromno škodo na območju železniške postaje. Bilo je tudi veliko mrtvih.

### Druga republika
Druga polovica 19. stoletja je prinesla mnoge uspehe, vključno s širjenjem pristanišča kot posledica vse večjega pomena plovne poti Donave in z njo povezane, sodobne in učinkovite industrije. Ustanovitev državne akademije, Univerze Krems in dejavna  vloga v kulturnem življenju države so v poznem 20. stoletju pripomogle k nadaljnji rasti Kremsa. Različne prireditve in festivali, vključno Music Festival Glatt, NÖ Donaufestival ali dosežki Kunsthalle Krems z velikimi mednarodnimi razstavami so si utrdili pot. Pod krovno blagovno znamko Kunstmeile Krems so združeni med drugim Karikaturmuseum, Artotheka, Forum Frohner in še veliko več institucij.

## Pobratena mesta
Krems je pobraten s temi mesti:
- Danska Ribe (Danska), od 1971
- Nemčija Böblingen v Baden-Württemberg (Nemčija), od 1971

Odbori so o pobratenju odločili leta 1971, vendar pa je bil postopek končan šele leta 1972. Zato se za Böblingen za začetek pobratenja šteje leto 1972.
- Francija Beaune v Burgundiji, (Francija), od 1973
- Nemčija Passau na Bavarskem, (Nemčija), od 1974
- Češka Kroměříž (dt. Kremsier) (Češka), od 1994
- # Grapevine v Teksasu, (ZDA), od 1999

## Znamenitosti

### Zgodovinske stavbe

#### Krems
- Bürgerspitalskirche: Cerkev je bila zgrajena leta 1470 pod Friderikom III. in je na Oberen Landstraße v središču Kremsa. Glavni oltar je iz 1860-1882, Johann Bernhard Grabenerger, s kipi svetega Nikolaja in Wolfganga, Matthias Schwanthaler.
- Dominikanska cerkev in samostan: 1236 so dominikancem podarili zemljišče, kmalu se je začela gradnja. Samostan je bil nato preurejen v baročnem slogu in ukinjen leta 1785. Danes je v njem muzej Kremsa.
- Göglhaus: Hiša z enkratnimi poslikavami na Täglichen Markt ima nad glavnim portalom gotski erker.
- Gozzoburg: zgodnjegotska posvetna stavba z izjemnimi freskami in kapelami, imenovana po mestnem sodniku Gozzoju. Kot stanovanjska in upravna zgradba je bila ta stavba edinstvena v svojem času severno od Alp. 2006/2007 v celoti obnovljena.
- Velika Sgraffitohaus: v Margarethenstraße, ima bogato fasado, ki prikazuje prizore iz Stare zaveze, iz Ezopovih zgodb in vsakodnevne prizore.
- Heilandskirche zgrajena leta 1912, zgodnje delo arhitekta Otta Bartninga.
- Jezuitski kolegij in gimnazija (Jesuitenkollegium in gymnasium): ustanovljen leta 1616, 1871 državna gimnazija, zdaj državna gimnazija in realka in IMC - visoka strokovna šola Krems.
- Judovsko pokopališče: na Wienerstraße v vzhodnem delu mesta; zadnje od treh judovskih pokopališč. V Kremsu je bila do izgona v letu 1421 zelo pomembna judovska skupnost. Judje so se ponovno naselili do 19. stoletja. [6]
- Piaristenkirche: v 11. stoletju se prvič omenja, v glavnem obnovljena v 16. stoletju. Obravnava se kot "sestrska dunajski stolnici svetega Štefana«. V baročni notranjosti so številna dela velikih slikarjev avstrijskega baroka, Martina Johanna Schmidta, imenovanega Kremser Schmidt. Frauenbergturm: stolp, nekdanji sedež čuvaja, požarne straže.
- Pulverturm: stolp je bil zgrajen leta 1477 in so ga pozneje uporabljali kot stolp za top, del utrdbe.
- Rathaus: izrazita struktura na Oberen Landstraße proti župnijskemu centru iz srede 16. stoletja. Fasada je baročno strukturirana, v jugozahodnem kotu je presenetljiv erker iz leta 1548. 1549 je bila mestna hiša dvoladijska dvorana, v katero se je lahko vstopilo s severne strani, s Pfarrplatza.
- Župnijska cerkev svetega Vida: [7] sega v leto 1014 z donacijo zemljišča cesarja Henrika II. Prvotna stavba iz začetka 12. stoletja je bila romanska bazilika z nizkim stolpom in pod njim s kletjo na južni strani. Leta 1178 je bil sveti Vid imenovan za patrona cerkve. Kot del protireformacije je bila nova stavba župnijske cerkve eden od simbolov zmage katoličanov. Današnja notranjost je iz 18. stoletja. Martin Johann Schmidt je ustvaril pet stropnih poslikav.
- Steiner Tor: edina vrata, ki so se ohranila od štirih mestnih vrat. Vsebujejo veliko napisov in slik, kot so A.E.I.O.U. (cesar Friderik III.), dvoglavi orel s črko M(aria). T(ereza), rdeče-belo-rdeči ščit in štajerski panter oblikujejo grb mesta 1453-1463, dvoglavi orel, kronan s cesarsko krono v črni in zlati barvi. To je znak mesta Krems.

#### Stein
- Nekdanja Frauenbergkirche: gotska stavba iz 14. stoletja, po restavriranju 1963-1965 spomenik padlim v obeh svetovnih vojnah.
- Göttweigerhofkapelle: kapela nekdanjega benediktinskega samostana Göttweig s kapelo in gotskimi freskami, okoli 1300.
- Velik Passauerhof: prvič omenjen leta 1263, škof Passau Zehenthof ga je zgradil v današnji podobi 1550-1600 in obsega tri individualne hiše.
- Haus der Regionen, nekdanje gostišče Zum Golden Elephanten, Steiner Donaulände, prvič omenjena 1721.
- Kremser Tor: vzhodni konec srednjeveških utrdb mesta Krems. Zgrajene okrog 1470.
- Linzer Tor: zgrajena leta 1477 (plošča z gotskimi številkami zazidana zunaj), spremenjena v 18. stoletju.
- Mauthous: impresivno renesančno okrasje s freskami, dom cestninarja, vendar ne sama cestninska hiša; bila je zunaj Linzer Tor na zahodu mesta.
- Mazettihaus: Schürerplatz; imenovana po njenem graditelju; je bila hiša Ludwiga Ritterja von Kochla (rojen leta 1800 v Steinu), avtor zapisov o Mozartu.
- Župnijska cerkev svetega Nikolaja: poznogotska, datirana konec 14. ali konec 15. stoletja, vsebuje več del Kremserja Schmidta.
- Salzstadl: stavba za shranjevanje soli iz 16. stoletja, Stein je imel cesarski privilegij trgovskega središča za sol, poslano z Bavarske in Salzburškega, za države severne srednje Evrope, Češko, Moravsko, Šlezijo itd.
- Steiner Rathaus: se uporablja od 1701 kot mestna hiša Steina; fasada 1779 Johann Michael Ehmann.
- Samostan Und: samostan na zahodu Kremsa. Zanimive freske Daniela Grana. Pozneje je bila v njem vojaška bolnišnica, zdaj ima sobe in restavracijo.
- Kunsthalle Krems: v nekdanji tobačni tovarni poleg zapora na Franz-Zeller-Platz.

#### Druge zanimivosti
- Grad Wolfsberg: grad v okrožju Angern.
- Razvaline Bertholdstein v okrožju Hollenburg
- Razvaline Altrehberg v Kremstalu, na hribu sredi Rehberga.
- Wasserhof: grad v okrožju Gneixendorfa severno od Kremsa.
- Beethoven haus, nekdanji 'Trautingerhof: Ludwig van Beethoven se je tu ustavil tik pred smrtjo.
- Donavski stražni stolp na hribu Braunsdorfer

### Vinske kleti
Vinske kleti imajo v Kremsu in okolici velik gospodarski pomen. Krems se omenja kot središče belega vina v Avstriji. V občinskem območju mesta Krems so leta  2006 gojili trto na 961 hektarjih (48 557 ha v Avstrija, 1999). Pomembne sorte iz Kremsa:
belo vino (87 %):
Grüner Veltliner, rizling, Müller Thurgau, Neuburger, beli pinot, chardonnay, rumeni muškat, Early Red Veltliner, Roter Veltliner, Sauvignon Blanc
rdeče vino (13 %):
Zweigelt (modra frankinja x St. Laurent), St. Laurent, modri pinot, modra portugalka, merlot, cabernet sauvignon
Vplivi podnebnih sprememb na vinogradništvo so jasno vidni iz dolgoročnih evidenc v enološki šoli v Kremsu.